# جک هابز
جک هابز (انگلیسی: Jack Hobbs؛ زادهٔ ۱۸ اوت ۱۹۸۸) بازیکن فوتبال اهل انگلستان است.
از باشگاه‌هایی که در آن بازی کرده‌است می‌توان به هال سیتی، لیورپول، باشگاه فوتبال لینکولن سیتی، لستر سیتی، باشگاه فوتبال اسکانتورپ یونایتد، ناتینگهام فارست، و لستر سیتی، هال سیتی، ناتینگهام فارست، و باشگاه فوتبال لینکولن سیتی اشاره کرد.
وی همچنین در تیم ملی فوتبال زیر ۱۹ سال انگلستان بازی کرده است.